# Hižanovec
Hižanovec falu Horvátországban, Kapronca-Kőrös megyében. Közigazgatásilag  Sveti Petar Orehovechez tartozik.

## Fekvése
Kőröstől 14 km-re, községközpontjától 5 km-re északnyugatra a Kemléki-hegység lejtőin fekszik.

## Története
A falunak 1857-ben 151,  1910-ben 229 lakosa volt. Trianonig Belovár-Kőrös vármegye Körösi járásához tartozott. 2001-ben 125 lakosa volt.